# Ansgar Niebuhr
Ansgar Josef Niebuhr (* 16. Dezember 1968 in Nordhorn) ist ein deutscher Regisseur und Trickfilmer.

## Leben
Ansgar Niebuhr wurde im niedersächsischen Nordhorn geboren. Die Familie führte ein mittelständisches Textilunternehmen, das Kinderbekleidung entwarf und in großen Stückzahlen für Kaufhäuser und Modeketten wie Karstadt, Kaufhof und Otto-Versand herstellte.
Als Trickfilmzeichner arbeitete er zunächst für Kinoproduktionen wie Felidae (als unterstützender Zeichner für Hayo Freitags Alptraum-Sequenz), Werner – Das muß kesseln!!!, und Wie Kater Zorbas der kleinen Möwe das Fliegen beibrachte. Später hat er als Animator für den Vorspann der deutschen Animationsserie Max und Moritz gezeichnet und für den Film Die Hollies das Charakterdesign und die Animationsregie für den 3D-Teil übernommen. Die Hollies wurden für den Kinderkanal in Halle an der Saale bei der Firma Motionworks produziert und verbinden Unterhaltung mit Umweltschutzthemen. Für Filme wie die luxemburgische Produktion Die neuen Abenteuer von Reineke Fuchs oder die deutsche Produktion Das kleine Arschloch und der alte Sack – Sterben ist Scheiße von Walter Moers hat er als Storyboard Artist gezeichnet. Die australische TV-Serie Rocket & Ich, für die er Storyboards erstellt hat, erhielt 2008 einen Emmy Award für neue Herangehensweisen in der Kinderunterhaltung.
Als Episodenregisseur hat Ansgar Niebuhr für die Animationsserie TKKG gearbeitet und zusammen mit Hubert Weiland, Alan Simpson und Xu Zhi-Jian die Regie für Prinzessin Lillifee und Prinzessin Lillifee und das kleine Einhorn übernommen.
Der Film Meine Freundin Conni – Geheimnis um Kater Mau, für den er von 2015 bis 2020 Regie geführt und das Produktionsdesign und die Storyentwicklung übernommen hat, erhielt von der Deutschen Film- und Medienbewertung das „Prädikat besonders wertvoll“. Von der Arbeitsgemeinschaft Kino – Gilde deutscher Filmkunsttheater e.V. erhielt Ansgar Niebuhr zusammen mit Wild Bunch Germany den Gilde-Filmpreis in der Kategorie „Bester Kinderfilm“.

## Auszeichnung
- 2020 Gilde-Filmpreis, Kategorie: Bester Kinderfilm[4]

## Filmografie (Auswahl)
- 1993 Felidae
- 1994 The Pebble and the Penguin
- 1997 Pippi Langstrumpf
- 1998 Max und Moritz
- 1999 La Gabianella e il Gato
- 2001 Till Eulenspiegel
- 2005 Rocket & Ich (Storyboard Artist)
- 2007 Ein Fall für TKKG (Episodenregisseur)
- 2008 Prinzessin Lillifee (Regisseur)
- 2012 Der kleine Rabe Socke (3d Artist)
- 2015 Jonalu (Animation supervisor)
- 2020 Meine Freundin Conni – Geheimnis um Kater Mau (Regisseur)